# Yli
Yli är en tätort i Notoddens kommun i Telemark fylke i södra Norge. Orten ligger där fylkesväg 3340 möter fylkesväg 3342, väster om Notoddens flygplats, vid västra änden av sjön Heddalsvatnet.